# Robert Welles, 8. baron Willoughby de Eresby
Robert Welles, 8. baron Willoughby de Eresby og 8. baron Welles (død 19. marts 1470) var søn af Richard Welles, 7. baron Welles og Joan Willoughby, 7. baronesse Willoughby de Eresby. Han var hovedmanden bag en opstand mod Edvard 4. i 1470, skønt hans handlinger muligvis blev orkestreret af Richard Neville, 16. jarl af Warwick.

## Familie
Robert Welles var den eneste søn af Richard Welles, 7. baron Welles og Joan Willoughby, i sin egen ret Lady Willoughby, den eneste datter og arving af Robert Willoughby, 6. baron Willoughby de Eresby, og hans første hustru, Elizabeth Montagu, datter af John Montagu, 3. jarl af Salisbury.  Han havde én søster, Joan Welles, 9. baronesse Willoughby de Eresby, der blev gift med Sir Richard Hastings.

## Karriere
Welles blev beordret arresteret sammen med sin mor den 11. maj 1461. Han var fredsdommer for Lincolnshire fra 4. februar 1467.
I 1470 havde utilfredshed med Edvard 4.'s styre allerede ført til et åbent oprør under Robin af Redesdale, hvilket resulterede i flere vigtige støtter af Huset Yorks døds. Kongen benådede oprørerne, men der var fortsat uro i Lincolnshire. Historikeren Richard W. Kaeuper hævder, at forfremmelse af "York loyalistiske opkomlinger" i området og kongens tolerance over for deres voldelige opførsel og trods over for loven provokerede Sir Robert Welles og hans far, Richard Welles, 7. baron Welles, til at gå imod styret. Sir Robert Welles udsendte en række proklamationer i hele Lincolnshire, hvor han opfordrede mænd til at gå imod kongen, som han hævdede snart ville komme og straffe lokalbefolkningen for deres støtte til Robin af Redesdale tidligere oprør i direkte strid med den benådning, som han havde givet.
I februar 1470 angreb Sir Robert Welles Gainsborough Old Hall, tilhørende Sir Thomas Burgh, Edvard 4.'s staldmester. Denne hændelse menes af nogle historikere at have været en sammensværgelse udtænkt af Richard Neville, 16. jarl af Warwick, for at fremprovokere en reaktion fra Edvard 4.. Andre historikere betragter det imidlertid kun som en 'privat krig'. Kongen indkaldte Sir Robert Welles' far, Lord Welles, og onkel, Sir Thomas Dymoke, til London for at svare for deres handlinger. Begge søgte asyl i Westminster Abbey, hvorfra de blev lokket ud med løftet om en tilgivelse, som blev givet den 3. marts 1470. På dette tidspunkt havde Sir Robert Welles åbent erklæret sin støtte til Warwick og Georg, hertug af Clarence, og efter tilgivelsen af Lord Welles og Dymoke, holdt kongen dem under streng kontrol, mens han marcherede nordpå for personligt at slå Lincolnshire-oprøret ned.
Sir Robert Welles antog stilen Captain of the Commons of Lincolnshire, og den 4. marts 1470 mønstrede han styrker til at modstå kongen. Warwick og Clarence sendte breve til kongen om, at de samlede hære for at støtte ham, i håbet om at bruge Sir Robert Welles til at fange Edvard i en fælde ved at bringe deres egne hære op, mens kongen forfulgte Welles. Welles trak sine styrker tilbage, men nægtede at lægge sine våben ned, hvorefter kongen lod Lord Welles og Dymoke henrette ved Queen's Cross i Stamford den 12. marts 1470. Sir Robert Welles valgte at møde kongens hær ved Empingham på Losecoat Field og blev totalt besejret. Han blev taget til fange sammen med dokumenter, der beviste Warwick og Clarences meddelagtighed, og de blev tvunget til at flygte landet. Welles tilstod sin forræderi og nævnte Warwick og Clarence som "partnere og hovedprovokatører" i oprøret, og han blev halshugget den 19. marts 1470 i Doncaster. Den 25. april 1470 beordrede kongen beslaglæggelse af hans besiddelser.
Efter henrettelserne af Sir Robert Welles arvede hans eneste søster, Joan Welles, baronierne Willoughby og Welles.
Fem år senere fik både Sir Robert Welles og hans far frataget deres ære, liv og gods. Loven om fratagelsen ser ud til at være blevet vedtaget af Parlamentet kort efter Sir Robert Welles' eneste søster, Joan Welles' død, og ifølge nogle historikere var dets formål at gøre det muligt for Edvard 4. at give Joan Welles' lande efter hendes død til hendes tidligere ægtemand, 'den betroede York-støtte Sir Richard Hastings. Følgelig tildelte kongen den 23. januar 1475 Hastings en livsinteresse i størstedelen af Welles og Willoughby-godset. Desuden blev Hastings indkaldt til parlamentet fra 14. november 1482 til 9. december 1483 på en indkaldelse stilet til Ricardo Hastyng de Wellys, hvorved han anses for at være blevet enten Lord Hastings af Welles eller Lord Welles.
Under Henrik 7. blev fratagelsen af Sir Robert Welles' og hans faders, såvel som Sir Robert Welles halvonkel, John Welles' ære, liv og gods alle annulleret af parlamentet i 1485/6. John Welles var stadig i live, og med annulleringen af hans fratagelse blev han Lord Welles. Sir Richard Hastings blev således ikke længere anerkendt som Lord Welles. Som erstatning blev det imidlertid vedtaget samme år, at Hastings på livstid skulle have ret til alle de besiddelser, der havde tilhørt Joan Welles' far. Efter at have modtaget denne bevilling, fortsatte Hastings indtil sin død med at titulere sig som Lord Willoughby, og ignorerede Christopher Willoughby, 10. baron Willoughby de Eresby, som skulle have arvet titlen.

## Ægteskab
Sir Robert Welles giftede sig med Elizabeth Bourchier (d. 1470), datter af John Bourchier, 1. baron Berners og Margery Berners, datter og arving af Richard Berners. Hun overlevede ham kun få måneder og blev begravet ved hans side i kirken Whitefriars i Doncaster. Hun efterlod et testamente dateret den 2. oktober 1470.